# Église Notre-Dame-de-Valfrancesque
Pour les articles homonymes, voir Église Notre-Dame.
L'église Notre-Dame-de-Valfrancesque, aujourd'hui temple de la Boissonnade, est un édifice religieux situé au lieu-dit la Boissonnade, à Moissac-Vallée-Française, dans les Cévennes. La paroisse est rattachée à l'Église protestante unie de France.

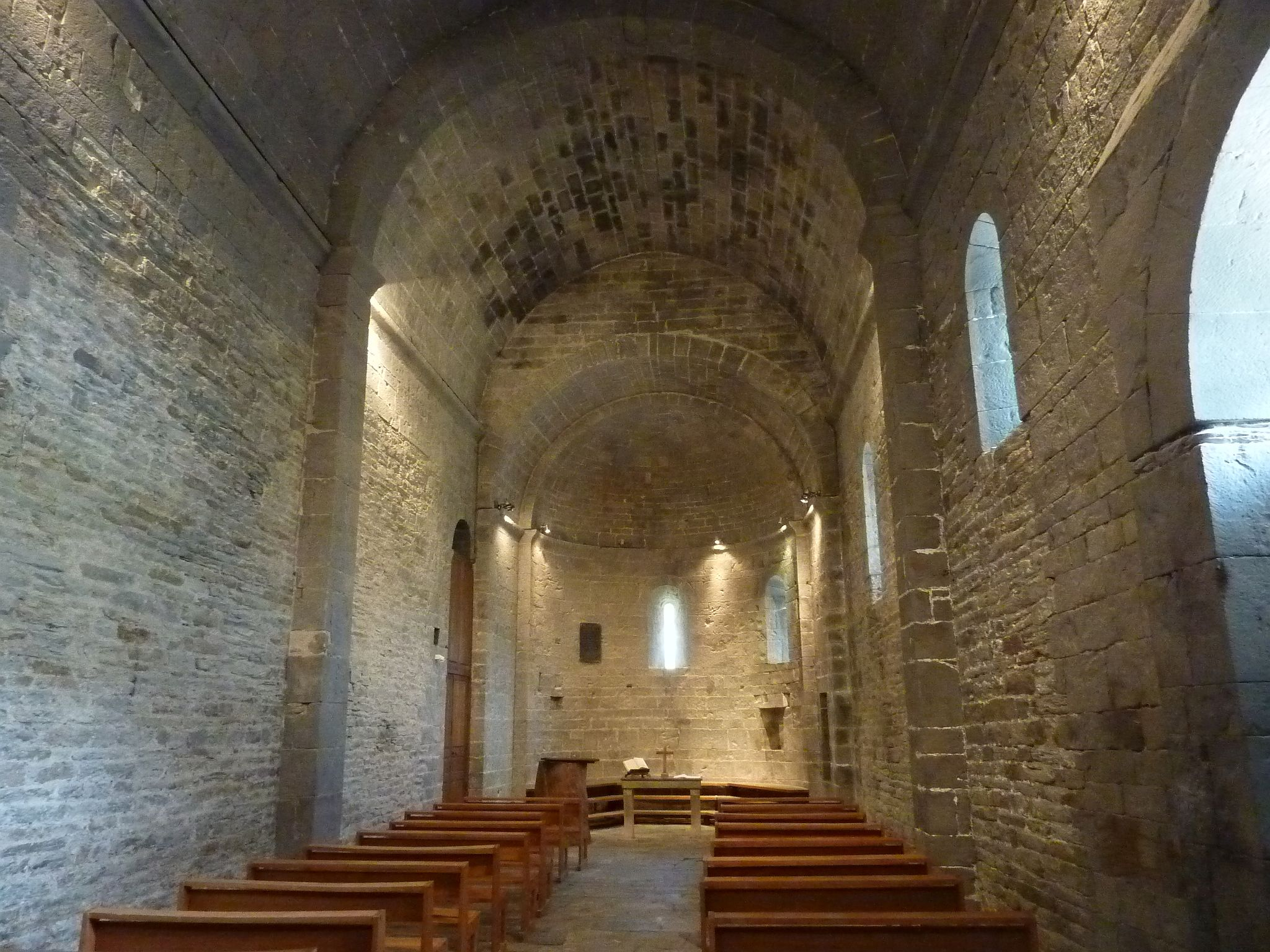
La nef.

## Description
C'est une église de style roman, construite en fraidronite sombre, une roche filonienne à grain fin, assez fréquente dans les Cévennes et proche de la kersantite. Orientée ouest/est, elle mesure 23 m par 6 m. On y accède, sur le flanc sud, par un portail, abrité par un porche saillant comportant des chapiteaux sculptés, bien qu'il y ait aussi une porte dans le mur ouest. Construit selon le plan basilical, le bâtiment est formée d'une nef unique à trois travées voûtées en berceau plein cintre, d'une seule travée de chœur et d'une abside semi-circulaire voûtée en cul-de-four percée d'une fenêtre haute. La nef est creusée par des arcs en plein cintre, deux aveugles au nord, deux percés de deux fenêtre hautes au sud. À l'ouest, un petit clocher, datant de la transformation en temple protestant, surmonte le pignon mouluré de la façade. Celle-ci présente un grand arc engagé. Une porte et une fenêtre haute, de style roman, complètent cette élévation de la façade.
À l'exception du clocher, qui a été ajouté tardivement, l'ensemble du bâtiment ne semble pas avoir été modifié et est remarquablement bien conservé.

## Historique
Ce serait la plus ancienne église du diocèse encore debout. Une église de valfrancesque est mentionnée dès 935, lorsque le pape Jean VI la donne à l'évêque de Nîmes. Cependant, elle n'est consacrée qu'en 1063. La tradition, elle, fait remonter sa construction à la bataille qui se serait déroulée à la Boissonnade entre les Francs et les Sarrasins au VIIIe siècle d'où un premier nom de «  Notre Dame de la Victoire ». Cependant le bâtiment actuel daterait du XIIe siècle.
Avec la Réforme protestante, l'église devient un temple protestant au XVIe siècle. Après la révocation de l'édit de Nantes en 1685, l'édifice redevient une église catholique et des Camisards vont incendier l'église en 1702.
Ce solide bâtiment en fraidronite est alors restauré par le curé du lieu malgré le manque d'assiduité et d'enthousiasme des paroissiens, ceux-ci étant composés essentiellement de NC (protestants « Nouveaux Convertis » après la révocation de l'Édit de Nantes en 1685). Avec la liberté religieuse reconnue par la Déclaration des droits de l'homme et du citoyen de 1789, l'église est alors quasiment désertée. En 1793, elle est à nouveau dévastée. Bien national, elle est alors vendue à un particulier qui l'utilise comme bâtiment à usage agricole. En 1832, malgré l'opposition des autorités catholiques, elle est achetée par l'association cultuelle protestante locale qui la transforme en temple de l'église réformée. Aujourd'hui, c'est toujours un temple protestant,.

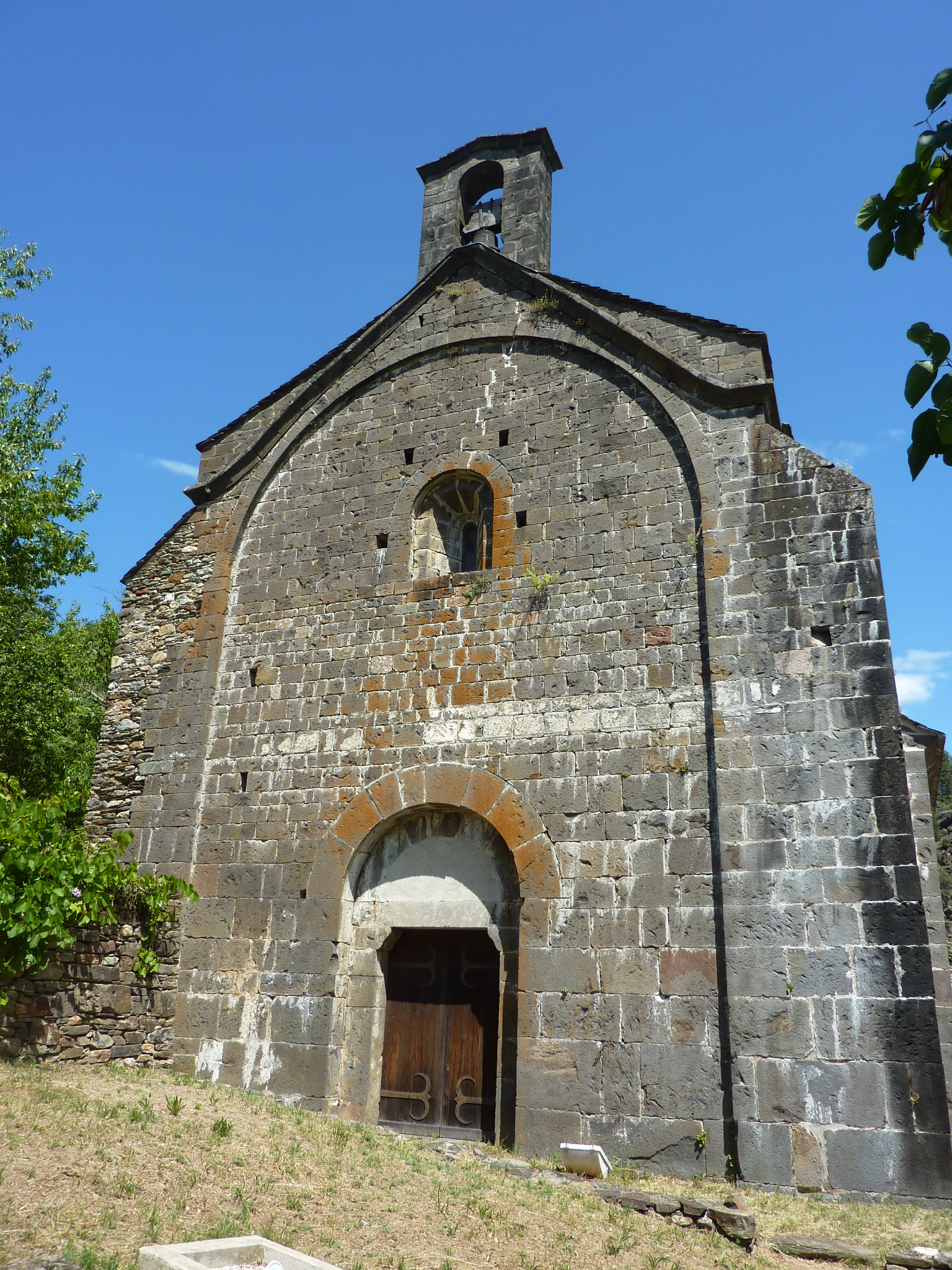
La façade vue de l'ouest.

L'édifice est classé au titre des monuments historiques en 1929.

## Toponymie
Les deux principales hypothèses sur l'origine du nom de la vallée sont : soit que le village et la vallée se seraient trouvés dans une enclave franque entourée par des terres wisigothes ; soit qu'elle aurait été appelée ainsi à l'issue de la légendaire bataille de la Boissonnade. Vallis Franscisca et Val franciscus signifiant vraisemblablement vallée franque ou francesque.
L'hypothèse que cela signifierait que c'était une vallée « franche », c'est-à-dire exemptée d'impôts est peu probable.
Pendant la durée de la Révolution, les communes des alentours aux noms trop religieux furent rebaptisées de façon laïque. Avec l'Empire, on retourna aux noms précédents, mais « Valfrancesque » fut transformé en « Vallée Française », seule l'église de la Boissonnade conserva ce nom.

## Liens
- Site officiel
- Ressource relative à la religion :   - Clochers de France
- Ressource relative à l'architecture :   - Mérimée